# 在草地上肆意奔跑
在草地上肆意奔跑是一首由傅如乔原唱的歌曲，曾在2023年小年夜播出的总台网络春晚上，由央视主持人王冰冰和张舒越合唱此曲